# Hans Memling
Hans Memling   (Seligenstadt i Magúncia, 1430 ↔ 1440 - Bruges, 11 d'agost de 1494) fou un pintor de la segona meitat del segle xv de l'escola dels primitius flamencs establert a Bruges. Juntament amb Dieric Bouts i Hugo van der Goes, va ser un dels més importants exponents dels nous desenvolupaments artístics que van florir a Flandes, al sud dels Països Baixos, durant la segona meitat del segle xv, a l'estela dels creadors del moviment dels primitius flamencs (Jan van Eyck, el Mestre de Flémalle i Rogier van der Weyden). La seva principal innovació consistí a aplicar el realisme òptic als temes devocionals o místics. Tot i que Memling va viure en el període turbulent de la transició de la casa governant de Borgonya a la dels Habsburg, aquest fet no va tenir influència a la seva obra, ja que els seus encàrrecs provenien gairebé en exclusiva de rics burgesos de Bruges (banquers, comerciants i polítics) o clergues i algun aristòcrata ocasional. Sovint eren estrangers, especialment italians, que tenien connexions polítiques o financeres amb la ciutat, l'eix central d'una situació econòmica que només duraria unes poques dècades més.
Entre les obres de Memling destaquen els seus retrats, de bust o de cos sencer, les pintures de devoció o els retaules per a capelles privades a Bruges. Sembla no haver rebut encàrrecs oficials (de l'ajuntament o la cort).
Una proporció excepcional d'aquesta obra ha sobreviscut. A més d'uns 20 retaules, sovint en diversos grups especials i de mida considerable, hi ha prop de 15 quadres individuals de la Mare de Déu i el Nen, amb panells laterals desapareguts amb figures o retrats dels donants; i altres 20 quadres que representen sants o diversos temes dels Evangelis i més de 30 retrats (alguns en forma d'un díptic amb una Mare de Déu i el Nen).

## Biografia

### Origen i ressenya personal
Els seus pares, Hamman Momilingen i Styrn Luca, apareixen esmentats als arxius de Seligenstadt, i els seus avantpassats podrien haver vingut del veí llogaret de Mömlingen, prop d'Obenburg am Main. Tot i les diverses especulacions realitzades anteriorment sobre el seu lloc de naixement, el 1889 el seu origen alemany va ser confirmat per les anotacions del diari de Romuald de Doppere, escrivà de la catedral de Sant Donacià a Bruges, i secretari apostòlic entre 1491 i 1498, on esmentava: Brugis, obiit magister Johannes Memmelinc, quem praedicabant peritissimum fuisse et excellentisimum pictorem totius tunc orbis christiani. Oriundus erat Magunciaco, sepultus Brugis ad Aegidii («...a Bruges, va morir el mestre Johan Memmelinc, qui va ser proclamat excel·lentíssim pintor i el més hàbil de tot el món cristià. Maguncià d'origen, va ser enterrat a Saint Gilles, Bruges»).
No es coneix ni es pot descobrir la data en què va néixer Memling, perquè els registres de Mümling anteriors a 1539 varen ser destruïts, tot i que s'estima que va ser al voltant de 1440.
Va arribar a Bruges als anys 1460. S'instal·là en una casa coneguda com a den Ingel (de l'àngel) a Sint-Jorisstraat, i el 30 de gener de 1465 va aconseguir la ciutadania de Bruges, on era conegut com a den duytschen Hans (l'alemany Hans). El 1466 es va instal·lar en una casa de Wulhuusstraat, a la parròquia de Sant Nicolau.
A mitjan 1480 el pintor adquirí una gran casa de pedra (magna domus lapidea) al costat d'altres dues accessòries situades al carrer que anava del «pont flamenc» a les muralles. L'artista havia consolidat la seva situació econòmica, i consta que era un dels ciutadans més acomodats de Bruges, de fet el seu nom consta entre els 245 ciutadans de Bruges que sostingueren financerament la guerra que Maximilià d'Àustria emprengué contra el rei de França.
Es va casar amb Tanne de Valkenaere, filla de Lodewijk Valkenaere, que va aportar una considerable fortuna al matrimoni, i varen tenir tres fills: Jan, Cornelis i Nicolaas. La seva dona va morir el 1487 i com que els seus fills encara eren menors d'edat, van tenir com a tutor l'orfebre Thierry van den Gheer. Hans Memling va morir l'11 d'agost de 1494 i va ser enterrat a l'església de Sant Gilles de Bruges. La confraria de nostra Senyora de les Neus, de la qual va ser membre, va celebrar misses a la catedral de Sant Donacià per la seva ànima. Les cases i terres que constituïen la part més important del seu llegat foren adquirides pel pintor Louis Boels, un dels seus deixebles, el 1509.

### Formació
De la seva formació a la seva terra natal només s'han fet especulacions sobre un possible coneixement de l'obra de l'anònim Mestre de Darmstadt. Però la majoria dels biògrafs admeten que es traslladà a Colònia després d'haver après els principis del seu art en el seu país nadiu. L'estança de Memling a Colònia ve avalada per la fidelitat amb què reproduí les composicions que adornen el Reliquiari de Santa Úrsula (Arribada de Santa Úrsula i els seus companys a Colònia), els monuments de la gran ciutat del Rin. En aquesta ciutat podria haver estudiat l'obra de Stephan Lochner, que en aquell temps havia arribat a l'apogeu de la seva reputació. El Judici Final de Lochner el va impressionar, especialment la «porta del paradís» que va reinterpretar amb trets renaixentistes al seu propi El Judici Final.
No hi ha dubtes, però, quan se'l suposa deixeble de Roger de la Pasture, Rogier van der Weyden al seu taller de Brussel·les. Algunes de les seves obres tenen una gran afinitat entre L'adoració dels Reis de l'hospital de Sant Joan i la que unànimement s'atribueix a Van der Weyden que posseeix la Pinacoteca Antiga de Múnic. El seu estil està clarament inspirat en Van der Weyden a la seva Nativitat de Colònia o a El Judici Final. Segons Max Friedländer podria ser l'autor del Tríptic Sforza, atribuït al taller de Van der Weyden i datat cap al 1450, coincidint amb el seu període formatiu.
Giorgio Vasari (1550) també va descriure Memling com alumne de Van der Weyden i l'anomenava creato di Rugieri. Una altra informació relativa al contacte entre ambdós artistes esmenta un tríptic amb una Pietat de la col·lecció de Margarida d'Àustria, inventariat el 1516, que tenia el panell central obra de Rogier van der Weyden i els panells laterals del «Mestre Hans».
Segons l'historiador Ludwig Baldass, també podia haver conegut i estudiat l'obra de Dirck Bouts que el 1450 treballava a Lovaina, molt a prop de Brussel·les. Un exemple d'aquesta influència és visible al Martiri de Sant Sebastià a Bruges.
Així mateix se suposa que Memling residí durant algun temps a Valenciennes, on treballà per encàrrec de Van der Weyden, podent admirar ensems les delicades obres de Simon Marmion.

### Taller a Bruges
Quan Memling va arribar a Bruges als anys 1460 la ciutat exercia una forta atracció sobre els pintors no tan sols de Flandes, sinó també dels països veïns. De fet, més de la meitat dels pintors residents eren estrangers, i entre els noms que figuren als registres gremials hi ha alguns com Hugo Noben d'Aachen, Jan van Heppendorp i Nicholas van Keersbeck de Colònia o Konrad de Valckenaere d'Uden. La ciutat era un centre econòmic important i oferia bones oportunitats per a aconseguir encàrrecs, com en el cas del mateix Memling, que va col·locar una cinquena part de la seva producció entre clients estrangers.
Va estudiar l'obra de Jan van Eyck, el pintor de referència de Bruges a començaments del segle xv i fundador del moviment dels primitius flamencs. Memling desenvolupa un estil propi que caracteritzaria el cànon artístic de Bruges de finals de segle, síntesi de l'art dels dos grans mestres, Van Eyck i Van der Weyden.
Va obtenir la ciutadania de Bruges, un requisit per a poder treballar a la ciutat, l'any 1465, i als pocs anys comptava amb un important reconeixement social. El 1473 va ingressar com membre de la Confraria de nostra Senyora de les Neus (Broederschap van Onze-Lieve-Vrouw-ter-Sneeuw), una associació que tenia capella pròpia a la catedral de Sant Donacià i de la qual n'era membre el mateix duc de Borgonya, el bisbe de Tournai o el pintor Petrus Christus; per contra no es va afiliar mai al gremi de Sant Lluc dels pintors.
Va aconseguir una vida econòmicament acomodada, tant pel patrimoni de la seva dona com per l'èxit professional que, a partir de la mort de Petrus Christus (1473), el va situar en una posició amb poca competència dins de l'opulenta ciutat de Bruges, i amb una clientela selecta, entre els quals es trobaven eminents magnats, molts d'ells estrangers, com el florentí Benedetto Portinari, el britànic sir John Donne de Kidwelly o la família espanyola dels Nájera. Aquests, representants dels importadors de llana espanyols, tenien la seva seu a Spanjaardstraat prop del seu taller, i li varen encarregar una obra de grans proporcions per al Monestir de Santa María la Real a Nájera i també li facilitaren encàrrecs de la cort de Castella. Però també a comptar amb la protecció d'importants membres religiosos, com el canonge Jolis van der Paele i l'abat cistercenc de l'abadia de Ter Duinen de Koksijde, en Jan Crabbe, qui va ser conseller de Maria de Borgonya i Maximilià I d'Habsburg.
Memling es comptava entre els ciutadans que més diners aportaven a les arques de la ciutat, a més de contribuir amb un tribut a l'església de Saint Gilles. L'any 1480, el pintor, junt amb altres 245 ciutadans, va fer un préstec per a sufragar la guerra de Maximilià I d'Habsburg contra França.

### Llegenda
Al segle xvi, Memling va ser oblidat i no va ser redescobert fins al segle xix. Les llacunes informatives durant aquests segles varen generar mites i llegendes que permetessin omplir, sovint novel·ladament, les parts no documentades. Els temes que varen generar versions divergents van estar relacionats amb el seu nom, i el seu origen.

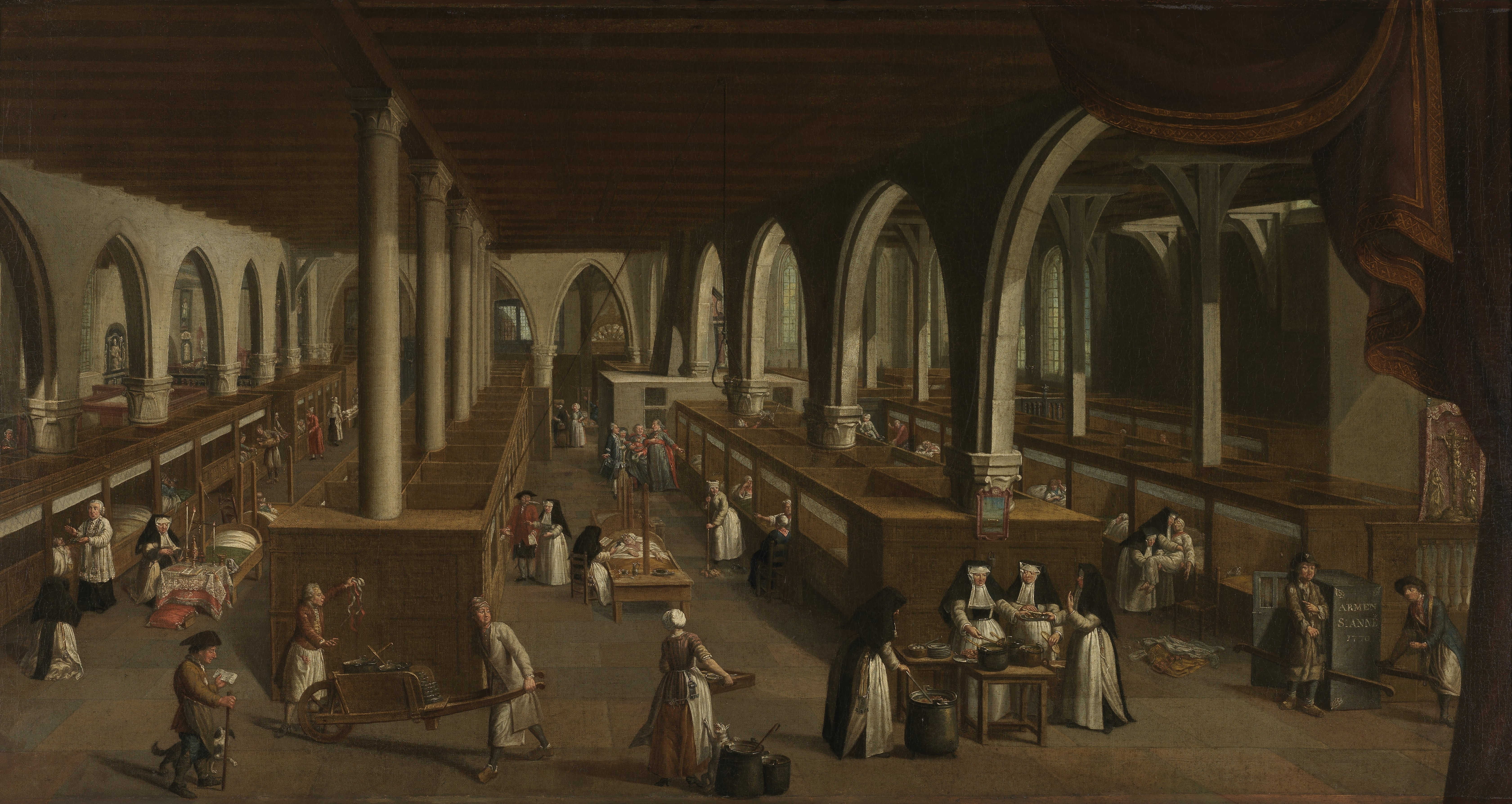
L'hospital de Sant Joan, actual Museu Memling, pintat per Jan Beerblock

Memling havia pintat el Reliquiari de Santa Úrsula per a demostrar la seva gratitud vers els germans hospitalaris. Aquest fet, recollit pel canonge Damhoudere, va contribuir que l'historiador Jean Baptiste Descamps desenvolupés, a la seva obra Vie des peintres flamands et hollandais, la llegenda que assegurava que Memling (que anomena Hemmelinck) havia nascut a Damme (Flandes) i que, arrossegat pel seu afany d'aventures, fou soldat i que penedit de la seva vida dissipada, obrí els ulls a la raó i seguí el bon senderi mentre va romandre en el cèlebre hospital.
Popularitzades les bases de la llegenda, hom l'adornà amb els romàntics amors de Memling amb una de les infermeres de l'hospital, desentranyant en les obres de l'artista escenes que hom pogué contemplar. Alfred Michiels (Peintres Brugeois, Brussel·les, 1846) compongué la novel·la definitiva descrivint l'arribada de Memling a Bruges després de la batalla de Nancy, malparat i miserable; narra l'emocionant episodi de la seva entrada a l'asil, on després d'una llarga convalescència, demanà de nou la paleta i els pinzells i més tard acabà tan atzarosa vida a la cartoixa espanyola de Miraflores. En realitat, ni Memling va néixer a Damme, ni fou soldat, ni demanà als germans de l'hospital de Sant Joan (alberg, descans, pa i cuidats), i encara resulta més inexacte que morís a Espanya.

## Perfil artístic
Alguns escrits devocionals de finals del segle xiv com les Meditationes de Vita Christi de Pseudo-Bonaventura o La vida de Crist del cartoixà Ludolph de Saxònia († 1378) instruïen als seus lectors a imaginar-se a si mateixos participant en els esdeveniments de la vida de Crist, en cada fet, en cada incident de la vida i sofriment de Crist. Tot i que no es pot provar que Memling hagués llegit les seves exhortacions «... Per a obtenir el bé, ha d'estar present en les mateixes coses relacionades amb el que Crist va fer i va dir, amb alegria i amb raó...», aquests missatges relacionen directament les pràctiques devocionals del seu temps amb l'aplicació del naturalisme a l'art flamenc i, específicament, amb l'estat d'ànim contemplatiu establert a moltes de les pintures de Memling.
Per ajudar al creient en aquest tipus de devoció, Memling desenvolupà un nou tipus de composició, multi-episòdica però unificada, com Els goigs de la Mare de Déu de Múnic o Escenes de la Passió de Crist de Torí, una obra encarregada per Tomàs Portinari (1428-1501), el representant dels interessos de la banca Mèdici a Bruges, i la seva jove esposa, Maria Baroncelli. Apareixen representats com comitents, agenollats i pregant, als extrems de la part inferior de la pintura.
N'és un altre exemple l'obra Els goigs de la Mare de Déu, acabada el 1480 i que va ser una donació de Pieter Bultync i la seva dona Katelyne van Ryebeke, com retaule de la capella del gremi dels Tanner (blanquers) o dels Saddler (talabarders), la capella més oriental de l'església de la Mare de Déu de Bruges. L'escena central mostra en primer pla l'Adoració dels Reis Mags i una composició amb un important simbolisme litúrgic, com Maria, representant l'Ara Dei (altar de Déu) o Ara Coeli (altar del Cel), en sostenir el seu fill, el pa eucarístic, a la seva falda, mentre se li acosten els Reis Mags, com a representants simbòlics de l'Església universal. Així, el retaule de Memling compleix funcions devocionals i litúrgiques.

### Context històric
A mitjan segle xv Bruges dominava el comerç del nord d'Europa; tancava entre els seus murs més de 150.000 habitants i els seus molls es cobrien amb les mercaderies aportades pels 150 navilis estrangers que remuntaven diàriament el Zwyn. El 1468, amb ocasió de les noces de Carles el Temerari amb Margarida de York, se celebraren tan magnífiques festes que Jacques Daret, què feia de director i dissenyador dels esdeveniments, va emprar 36 pintors i 29 escultors de nomenada per arranjar els passos, misteris, tornejos, concursos i cortegis, i el capítol de l'Orde del Toisó d'Or. El concurs de tants artistes explica l'atracció exercida per la rica ciutat comercial, i si bé no sona per a res el nom de Memling entre els que arranjaren les pompes, en aquella data pintà el retrat de Nicolàs di Forzore Spinelli, cisellador italià al servei del duc de Borgonya.

### Estil i tècnica
El seu art sembla proclamar que «tot està bé al món», un missatge llençat igualment als clients nord-italians, i als clients espanyols a través del seu dolç equilibri. Max Friedländer va considerar l'estil de Memling com aquell que «llisca sobre el que és terrible i es recrea en el que és joiós», com un pintor capaç de transportar-nos a un país idíl·lic on sempre hi fa bon temps, a uns indrets on s'han esvaït les pertorbacions. Uns trets vinculats a uns principis clàssics de verticalitat, frontalitat i simetria, van contribuir a la gran fama de Memling, valorat localment com el més excel·lent pintor del món cristià i criticat més tard pels estudiosos del segle XX per aquestes mateixes predisposicions. Resumia el seu estil descrivint que: 
| «                 | ... flueix com suaus onades cap a la meta feliç de la redempció i la transfiguració, lliscant sobre el que resulta temible i estenent-se en els esdeveniments festius. Ordenat i net, la seva obra allotja amb camins ondulants, cavalls blancs, tranquil·les extensions d'aigua, cignes, cases arrecerades i còmodes i colines blaves en l'horitzó; un país idíl·lic on sempre hi fa bon temps. No és un explorador com Jan van Eyck ni un inventor com Van der Weyden. Li manca la passió i el fanatisme de crear. | » |
| — Max Friedländer | |   |

Tot i la gran influència i difusió de la seva obra durant el seu temps, les generacions posteriors varen considerar les seves creacions febles i pàl·lides. Serien els romàntics i els victorians els que identificarien la seva dolçor amb la culminació de l'art medieval.
La gran característica de Memling va ser la seva gràcia i poesia de la delimitació. Els seus quadres eren lírics i no èpics com els de Van Eyck, però Memling va tenir un mestre que buscava la gràcia, no com Jan Van Eyck, un mestre de les tendències ascètiques. Sota el mestratge de Rogier van der Weyden, Memling va reeixir a perfeccionar i descobrir molt del que li aportava el seu mestre. Les formes altes i rígides de Rogier mantenen la seva altura, però guanyen en elegància; els cortinatges de línies dures de Van der Weyden esdevenen senzills i fluids a les mans del deixeble que perfeccionava el mestre allà on la millora era possible. Memling atenuava les tensions del seu mestre, amorosia les seves dissonàncies. Les imatges ascètiques de Van der Weyden adquirien formes rodones, recuperaven la força de la gravetat i prenien un aspecte més volumètric alhora que ocupaven millor l'espai.
Els seus grups són molt simètrics i els seus paisatges són plens d'episodis llunyans. Era tan elegant i senzill en les amples característiques artístiques, amb uns paisatges tardorencs i de tons càlids, que fan difícil d'apreciar com a obstructius els defectes d'una simetria estudiada o l'amuntegament de personatges. Si la suavitat dels colors i el baix contrast entre llums i ombres no permetia crear volums, ho compensava amb l'ús d'una perspectiva geomètrica i la ubicació de personatges i paisatges en diferents plans. Certament conserva millor que Van der Weyden l'efecte espacial i la distància, demostrant que posseïa un veritable sentiment del color i la perspectiva aèria.
La seva pintura presenta imatges idealistes que evoquen el misticisme cristià de l'edat mitjana. Memling va ser considerat per Paul Philippot com un dels representants més clars d'una visió litúrgica de la pintura, aquella que converteix l'ambient en clima sentimental íntimament vinculat als personatges. Assolir aquesta unió li va suposar renúncies, que han estat valorades com la major limitació de la pintura d'un mestre que va afavorir la relaxació del realisme tradicional. Una relaxació que Panofsky anomena détente quan vol assenyalar l'estil del període final de la pintura dels primitius flamencs a Flandes per a acostar-se cap al gòtic francès. Així, aquest historiador marca en Hans Memling el final d'un període artístic coincidint amb el declivi de la cort borgonyona després del matrimoni de Maria de Borgonya i Maximilià I per a quedar absorbida dins la dinastia Habsburg.
En el moment àlgid de la seva carrera, Memling pot haver assumit una certa nostàlgia, amb una tendència a l'estil neogòtic, en el sentit més alegre del tema, una mena de déjà vu borgonyà que permetia al patró o col·leccionista estranger associar-se a si mateix amb una variant més modesta de l'opulència i la substància de l'alta societat ducal. Sovint, treballant per a clients italians i espanyols, Memling també estava obert als elements del Renaixement, com un nou sentit de forma abstracta, i amb una caracterització del Nen Jesús que estava prop d'aquestes fonts estrangeres.
Per a Giorgio Faggin aquesta «amabilitat» de les seves imatges que agrada tant als seus clients, té el perill de l'adaptació i la disponibilitat a la demanda substituint la creació artística i, per tant, el risc de la reiteració i un cert estil estereotipat, fet que queda palès per la gran producció.
Alguns tríptics de Memling, com el Tríptic del matrimoni místic de Santa Caterina, a Bruges i el Tríptic del Judici Final de Gdańsk, han estat criticats per mostrar als donants «pregant a una esquerda» per la posició que aquests adoptaven a les taules laterals mirant cap a la central. De fet Memling mostra més clarament la relació entre exterior i interior del tríptic que no ho feien Jan van Eyck o Rogier van der Weyden. A les seves obres, els donants a l'exterior estan en contacte, gairebé sempre, amb un objecte immediat per a les seves oracions. No obstant això, el panorama a l'interior del Retaule de Gant o del Judici Final de Beaune van ser sens dubte l'objectiu de les meditacions piadoses dels mortals, la visió de la seva ment. Memling transporta a l'observador a veure els diferents «nivells de realitat» que l'exterior i l'interior d'un tríptic pot representar. Assumeix, amb més força que artistes anteriors, que són les oracions dels donants les que fan de pont per superar la bretxa o esquerda principal i arribar al cor visionari del tríptic.
La tècnica seguida per Memling consistia a treballar amb una pel·lícula molt fina limitant molt el nombre de capes pictòriques. Una pintura molt fina que permet que el dibuix pugui aflorar sempre amb precisió. Cercava fórmules tècniques per a plasmar el detall i el modelat d'una sola vegada amb petites pinzellades que ordenaven la superfície sense afegir-hi gaire gruix. Emprà el blanc i tonalitats neutres fosques amb un gran virtuosisme.
Dins la seva tècnica convé destacar el tractament miniaturista en obres com el Reliquiari de Santa Úrsula o les Escenes de la Passió de Crist. Un altre aspecte destacable en algunes de les seves obres és una mena de trompe-l'oeil que fusiona l'espai representat i l'espai de l'espectador. Una innovació aplicada sobretot en els marcs de les seves pintures, i fins i tot, a l'espai representat en si, com en el Díptic de Martin van Nieuwenhove, on l'autor intenta integrar l'espectador dins de la pintura. A través del mirall rodó del fons, el reflex implica que el marc del díptic és en realitat el marc d'una finestra doble, i en observar l'escena estem mirant per una finestra. Aquesta característica està inspirada en el mirall de El matrimoni Arnolfini de Jan van Eyck, però encara més explícit, ja que uneix directament el marc de la pintura amb l'espai representat. Memling ho reforça encara més pintant el mantell de la Mare de Déu i l'ombra projectada pel coixí del Nen sobresortint per l'extrem dret inferior del quadre, com si estigués creuant al nostre espai. Amb aquesta combinació de trompe-l'oeil i integració espacial, Memling intenta crear la impressió que no hi ha superfície, ni tan sols pintura, només un punt de vista d'un lloc real. Al Reliquiari de Santa Úrsula també utilitza les dues formes de representació, el trompe-l'oeil a les parts altes i la integració espacial a la part inferior. La petita escala de les escenes narratives d'aquesta obra crea un efecte diferent de la mida natural del Díptic de Martin van Nieuwenhove, perquè no es percep com una continuació de l'entorn de l'espectador.
Fins i tot abans que l'impacte del Renaixement italià es fes sentir als Països Baixos, l'art de la regió s'havia esgotat des de dins sense la convicció ni la invenció suficient per mantenir els èxits aconseguits pels mestres del passat.

### Elements destacats als quadres de Memling

#### Instruments musicals
La rica i culta societat de la Bruges del segle xv va fer de la ciutat un brillant centre musical que Memling recull a les seves pintures mitjançant àngels interpretant música al voltant de la figura de Jesús o als peus de la Mare de Déu. Els àngels músics apareixen en una trentena d'obres. La pintura què més instruments musicals mostra és el Retaule de Santa María la Real de Nájera ara al Reial Museu de Belles Arts d'Anvers. El treball va ser encarregat per a l'abadia de Santa María la Real de Nájera al regne de Castella, i tenia com figura central l'Assumpció de la Mare de Déu. Les úniques taules que han sobreviscut del retaule constituïen l'element superior dels tres carrers verticals. El panell central mostra Crist mirant cap avall i donant la benedicció a la seva mare, amb tres àngels a cada costat, formant dos trios cantant amb un pesat llibre a les mans, tot i que d'un format una mica més petit que els llibres de música habituals. A les dues ales hi ha representacions d'àngels tocant instruments, cinc a cada costat. D'esquerra a dreta, al panell esquerre, es mostra un saltiri, una trompeta marina, un llaüt, una trompeta doblegada i una xeremia. A l'ala dreta, des del costat exterior cap a l'interior: violí, arpa, orgue portàtil, trompeta doblegada i trompeta recta. La dimensió de la pintura va permetre Memling descriure'ls amb la màxima fidelitat. Instruments d'una mida tan gran només tornen a aparèixer al Tríptic del matrimoni místic de Santa Caterina, on es veu una arpa.
L'escena s'inspira en el passatge de l'Evangeli de Sant Mateu on esmenta: «Quan el Fill de l'home vindrà ple de glòria, acompanyat de tots els àngels, s'asseurà en el seu tron gloriós», ［Mt 25:31-46］, un passatge que prefigura la part del Judici Final que té la figura del Redemptor.
En aquesta pintura, una anàlisi del salteri, del tipus «cap de porc», permet observar que porta quatre forats sònics, cadascun d'ells amb una rosa ornamental. L'instrument es toca amb una pua de ploma fina subjectant-la molt lleugerament entre l'índex i el dit mitjà. Hi ha pintades seixanta-una cordes de les quals les catorze de la part més ampla són d'igual longitud i donarien la mateixa nota. Aquest instrument també està representat en un dels medallons del Reliquiari de Santa Úrsula, a l'ala esquerra del Judici Final, sobre la falda d'una de les escultures de les torres de la porta del cel, i a la taula del Déu Pare del Tríptic de les vanitats terrenals i la divina salvació, si bé no coincideix el nombre de cordes. També apareix al Tríptic del matrimoni místic de Santa Caterina.
La representació al Retaule de Nájera de la trompeta marina, que tot i el seu nom és un instrument de corda que va estar de moda el segle xv, mostra dues cordes i set trasts amb una estructura que permetria cobrir tot el rang de notes d'una trompeta. Aquesta és l'única obra on apareix aquest instrument.
El llaüt és un instrument que apareix representat a set obres: Retaule de Nájera, El Judici Final, Tríptic de Santa Caterina, Reliquiari de Santa Úrsula i les Mare de Déu amb Nen de Kansas, Múnic i Londres. A la imatge de Nájera s'observa que el tocaven amb una pua i el músic té els dits de la mà dreta en la mateixa posició que el del saltiri. L'instrument compta amb sis cordes i set trasts distribuïts irregularment a la canya; s'acaben en arribar a la caixa. El claviller sembla més curt que els que apareixen a les obres de Kansas i Londres, i porta les clavilles repartides a totes dues bandes, potser per tractar-se d'un model antic, ja que d'altres models tenien totes les clavilles en un costat.
La xeremia surt a tres obres: Retaule de Nájera, El Judici Final i Tríptic de Santa Caterina. És un instrument que, tot i la seva àmplia difusió a l'Edat Mitjana, al segle xv no sembla haver estat d'ús universal a Europa. La part acampanada ocupa la meitat de l'instrument i els forats estan a la part més alta. L'instrument que es veu al Retaule de Nájera és d'una mida superior als que apareixen a les altres obres.
El violí és l'instrument amb més representació als quadres de Memling; surt en un total de deu quadres.
La fidelitat en els detalls dels instruments i en la posició de les mans denoten un coneixement del seu funcionament per part de Memling.

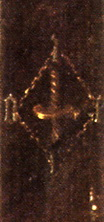
Símbol al marc del Retrat de Gilles Joye

#### Símbols sense identificar
A diferents obres es poden trobar petits símbols sense identificar que podrien estar relacionats amb el personatge del quadre o amb la seva identitat. Al Retrat de Gilles Joye hi ha una mena de rombe amb les lletres «IOIE» als seus extrems i una mena de rosca al seu interior. Si bé les lletres coincideixen amb el seu cognom, es desconeix el significat de l'instrument de l'interior.
Al Retrat de l'home de la moneda, es creu que el sesterci de Neró, la palmera del fons i els fulls de llorer de la part inferior del quadre tenen una simbologia relacionada amb el nom del personatge, per exemple podria anomenar-se Llorenç de Neró Palmieri.

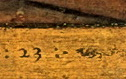
Petit drac al marc del Díptic Nieuwenhove

A La Mare de Déu, donant i Sant Jordi, apareixen al fons a l'esquerra un seguit d'embarcacions dins del decorat. L'aspecte sorprenent és que són un autèntic inventari dels vaixells contemporanis. També en aquest cas s'especula amb una relació amb el nom o la professió del client.
Al Díptic de Martin van Nieuwenhove s'observa el seu blasó en un vitrall rodejat de quatre medallons que són una al·lusió al seu nom: ”Nieuwe Hof” (nova cort). Una mà que surt d'un núvol sembra unes flors que ja surten de la terra. Resta un altre signe al quadre, però, que no té explicació: el petit drac que hi ha al marc, al final de les inscripcions.

### Llegat
Si Hans Memling va rebre alguna influència dels seus compatriotes a la seva joventut, va ser més gran la que ell i d'altres flamencs com Van der Weyden varen aportar als pintors germànics després de 1440. Aquests varen incorporar l'emoció i passió dels mestres flamencs. Les seves Mares de Déu tristes, inaccessibles o amb encant, retratades distingides i amb aspecte pietós, van ser un èxit. A la seva maduresa va liderar un taller del qual en varen sortir dues generacions d'aprenents, el que explica la seva influència.
Entre els seus deixebles es troben Gerard David i Michel Sittow qui seria pintor de cambra d'Isabel la Catòlica, Louis Boels que arribaria a ser degà de la guilda de Sant Lluc el 1516, així com Hannekin Verhanneman i Passchier van der Mersch, dos autors dels quals no es conserva obra però que consten inscrits com a deixebles de Hans Memling a la guilda dels pintors, el 1483 i 1484.
La distribució de la seva obra entre clients italians sens dubte va influir entre els pintors florentins de finals del segle xv, com es pot observar en algunes obres d'aquest període, que copien parts del paisatge de Mare de Déu i Nen amb dos àngels músics, conegut com el Tríptic Pagagnotti. Aquesta obra va ser encarregada pel bisbe dominic Benedetto Pagagnotti, qui no havia visitat mai Flandes i que la va obtenir mitjançant un agent.
Després de la mort de Memling el va succeir Gerard David com a pintor principal de Bruges, on va operar entre 1484 i 1523, quan va morir, tot i no ser deixeble seu.
L'obra de Hans Memling va ser font d'inspiració al llarg del segle xvi. Algunes de les obres inspirades o directament copiades són el seu Tríptic de la Mare de Déu (Kunsthistorisches Museum, Viena) amb el Tríptic Morrison del mestre del mateix nom i exposat al Toledo Museum of Art (Ohio).
D'igual forma, el Martiri de Sant Sebastià de Memling va ser font d'inspiració del Mestre de Colònia a la seva obra homònima cap al 1485, tal com es pot observar a la indiferència de sant Sebastià, en l'arbre del martiri i en el paisatge de fons.

## La seva pintura

### Autoretrats
Segons va descriure el noble venecià Marcantonio Michiel (1484-1552), amant de l'art contemporani sobre el qual va deixar múltiples notes personals, el 1521 va veure un autoretrat de Hans Memling al domicili del cardenal Grimari a Venècia. Descrivia el personatge com piuttosto grasso e rubicondo (bastant gran i rubicund), mentre es pintava reflectit en un mirall. A banda d'aquesta obra avui desconeguda, es considera que Memling es va retratar en dos dels seus quadres com a figurant. El més conegut és el personatge que es mostra discretament darrere d'una columna al panell esquerre del Tríptic Donne, amb un vestit gris i un barret vermell. L'altra figura identificada com a retrat de l'artista és la que surt al peu de la creu del lladre bo (costat esquerre de l'escena de la crucifixió) del Tríptic de Lübeck. Aquesta ubicació era típica en les crucifixions alemanyes i també l'haurien ocupat Wichael Wolgemut i Albrecht Dürer a les seves obres.

### Retaules
A Flandes, la forma tradicional del retaule al segle xv va ser el tríptic, un format generalitzat a Itàlia des del segle passat, principalment per a obres portàtils d'ús domèstic. L'increment dels privilegis papals va permetre que els personatges rics tinguessin altars portàtils per a celebrar l'Eucaristia a la llar o mentre viatjaven.
Memling va realitzar poc menys de trenta retaules, alguns de grans dimensions com el Judici Final o el Tríptic de Moreel. D'altres, amb dimensions de trenta o quaranta centímetres, eren retaules de tipus personal, sovint díptics que combinen una imatge sagrada amb el retrat del comitent. Pel que fa al format, en va realitzar díptics, tríptics o combinacions complexes com el Triptic de Greverade amb nou taules.

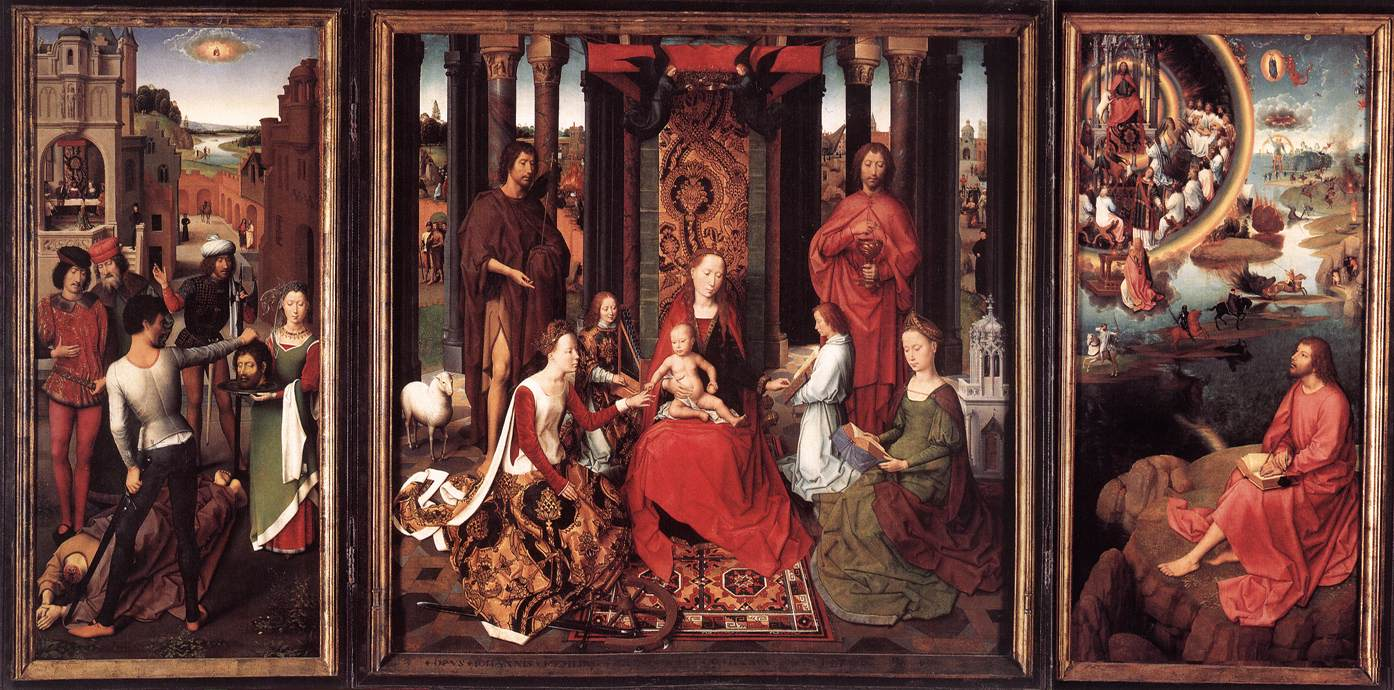
Tríptic del matrimoni místic de Santa Caterina

Són diversos els retaules que contenen la data de realització, si bé només el Tríptic del matrimoni místic de Santa Caterina i el Tríptic de Jan Floreins, dues obres de 1479 fetes per a l'Hospital de Sant Joan de Bruges i actual museu Memling, són les úniques pintures que a més estant signades i que han permès fer la reconstrucció de la seva obra. Aquest darrer va ser encarregat per Johan Floreins, germà de l'hospital i conegut com a Van der Rijst. És una peça que s'inspira en el Tríptic del Prado amb l'Adoració dels Mags com a tema central, on Floreins és el comitent. També es pot identificar una semblança amb el Retaule de Santa Columba, pintat pel seu mestre Van der Weyden i que es conserva a l'Alte Pinakothek de Múnic.

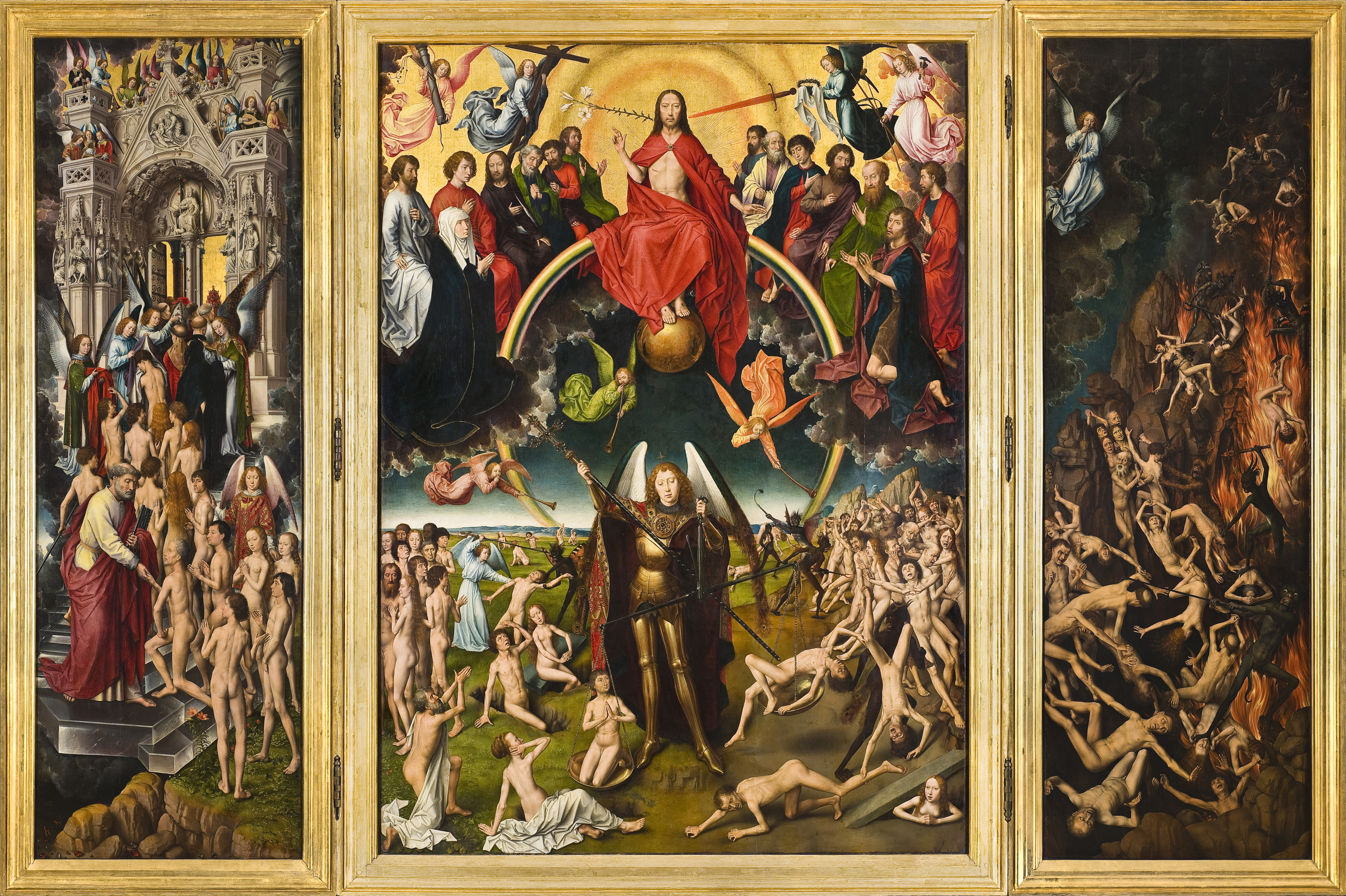
El Judici Final

Un dels primers i més populars és El Judici Final que va ser encarregat l'any 1467 per Angelo Tani, representant a Bruges de la banca Mèdici, per a la seva capella a la badia Fiesolana. És una obra on l'autor manifesta tota la seva mestria pictòrica i el seu talent inventor. Els cossos que es mostren, tant a l'ala de la salvació, a l'esquerra, com a la dels castigats a la dreta, són un compendi de les emocions humanes. Tot i les inevitables influències de El Judici Final de Van der Weyden identificables en les reproduccions de certs personatges i, sobretot, el seu dibuix subjacent, Memling aporta elements innovadors, com les escales de vidre que porten cap a la salvació o la brillantor de l'armadura de sant Miquel, que recorda la que l'arcàngel porta a La Mare de Déu del canonge Van der Paele de Van Eyck. A la part posterior de les ales es mostren les figures agenollades dels comitents, Angelo Tani i la seva esposa Caterina. També es poden identificar certes similituds amb l'obra homònima de Stephan Lochner, un pintor originari de Colònia i amb qui s'ha relacionat l'etapa de joventut de Memling.
El 1473 el tríptic va ser embarcat en un galiot (el Matteo) noliejat per Tomás Portinari, banquer i nou agent a Bruges dels Mèdici. El vaixell navegava en direcció a Itàlia amb escala a Londres; portava pavelló de Borgonya i el menava un capità francès. Amb tot, el corsari alemany Paul Benecke, aprofitant que la poderosa Lliga Hanseàtica estava en guerra amb el rei d'Anglaterra va capturar el vaixell. L'obra de Memling, mitjançant un intermediari, va ser traslladada a Gdańsk i ubicada a la capella de la confraria de Sant Jordi de l'església de Santa Maria. Les reclamacions del duc de Borgonya i del papa Sixt IV a instàncies dels Medici i dels armadors italians del Santo Tomás, no varen produir cap efecte, i el famós tríptic va romandre a Gdańsk fins que durant l'ocupació francesa fou traslladat a París, d'on va retornar en signar-se la pau el 1815.
Tot i no haver arribat a Florència, va exercir un gran impacte a la colònia italiana de Bruges, que va incrementar els encàrrecs al pintor.

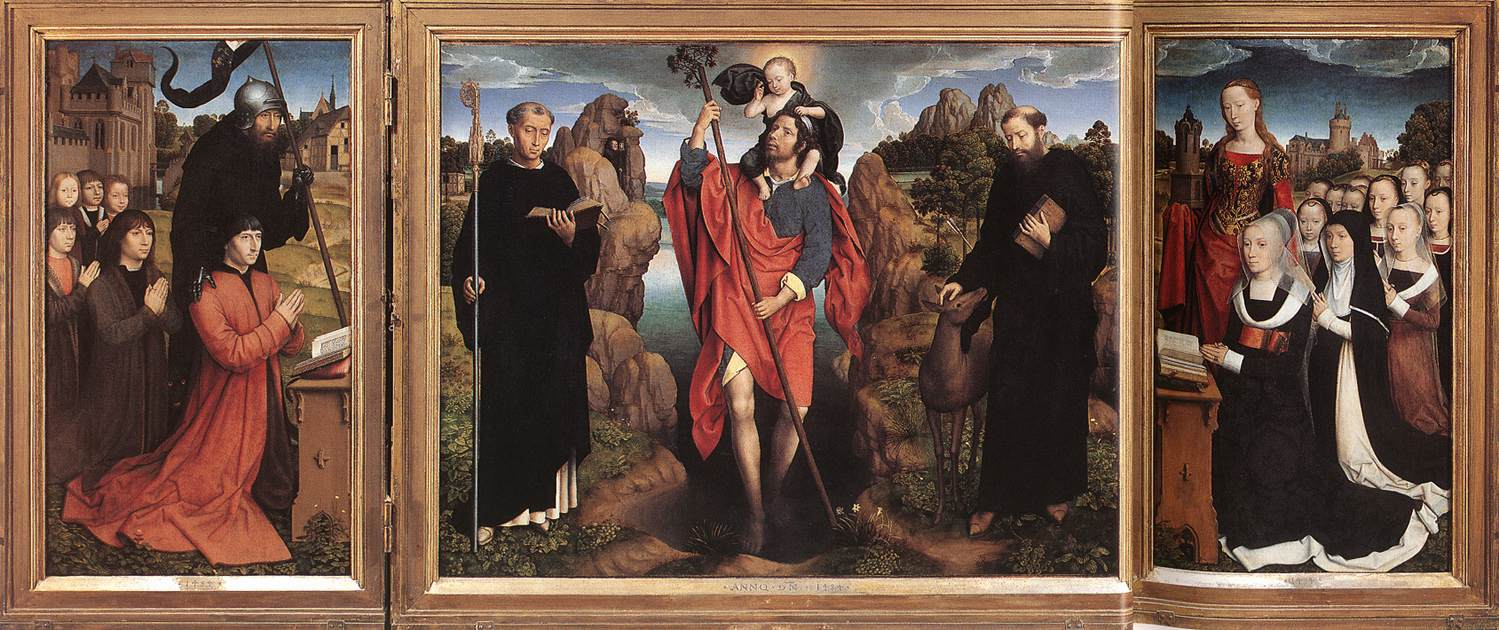
Tríptic de Moreel

El Tríptic de Moreel és una obra de 1484 encarregada per Willem Moreel, un important polític de la ciutat, i la seva dona Barbara van Vlaenderberch née van Hertsvelde, per a l'església de sant Jaume de Bruges, per a fer de retaule a la capella on la parella tenia previst ser enterrada. A la taula central hi ha uns personatges estàtics en un entorn irreal pintat amb realisme. La figura central és sant Cristòfor, el gegant que porta a coll al Nen Jesús mentre camina per la llera del riu. Sant Cristòfor era invocat com a protector contra la mort sobtada. A l'esquerra de la imatge hi ha sant Maure amb bàcul i un llibre obert. A la dreta hi ha sant Gil, un eremita benedictí que es presenta amb els seus atributs, una fletxa i una daina. Aquests dos sants no tenen res a veure amb sant Cristòfor, sinó que estan relacionats etimològicament amb els cognoms dels comitents, així «Moreel» està relacionat amb Maure i «Hertsvelde» es relaciona amb la llegenda de sant Gil i la seva daina (Hert en neerlandès). El fons de la taula central és un lluminós paisatge que s'estén a les dues ales on apareixen els comitents amb la seva família en actitud orant. L'ala esquerra està presidida pel comitent amb els seus cinc fills homes i el seu patró sant Guillem. L'ala dreta presenta l'esposa amb les seves deu filles sota la protecció de santa Bàrbara, patrona de la donant. Així, tots els sants estan relacionats amb els noms i cognoms de la parella. La part exterior de les ales té una representació en grisalla de sant Joan i sant Jordi, el nom de dos dels fills de la família. La composició de les taules laterals amb els donants i els seus fills es pot veure a la taula La Mare de Déu de Jacob Floreins, que posseeix el Museu del Louvre de París (1488). El tríptic és una magnífica representació de l'art religiós de Memling, qui demostra un gran talent com a retratista, tot i representar uns personatges sense passió, ubicats en un món de somnis. La seva perfecció i cura dels detalls amb un realisme profund, permet conèixer aspectes relatius a l'alta costura de la classe burgesa. El donant porta un tabard folrat de pell que cobreix la seva armilla negra, sense cinturó. Observant la donant, porta un vestit de seda negre, amb un collaret blanc i un cinturó ample amb una sivella de color negre. Algunes de les seves filles porten al cap una frontelle, un llaç negre subjecte a una cinta de cap. Vesteixen bruses sense coll, pentinats amb els cabells molt estirats cap enrere i algunes porten un vel transparent al cap.
Per a l'Hospital de Sant Joan de Bruges va realitzar entre 1474 i 1475 dues obres mestres, el Reliquiari de Santa Úrsula i el Tríptic del matrimoni místic de Santa Caterina, també conegut com a Tríptic dels dos sants Joan, realitzat per a l'altar major de l'hospital, en aquell moment, acabat de realitzar.
El Tríptic del matrimoni místic de Santa Caterina és considerat una obra mestra de l'artista, harmoniosa, delicada i amb unes qualitats artístiques encaminades a suggerir la idea mística de l'oració. Va ser un encàrrec de 1475 dels germans laics de l'obra, que estan representats en la cara externa de les ales del tríptic que es poden veure quan està tancat. Els germans Antony Seghers i Jacob de Kueninc estan acompanyats per sant Jaume el Major i sant Antoni Abat, mentre que les germanes Agnès de Casembrood i Clara van Hülsen estan acompanyades de les seves santes patrones santa Agnès i santa Clara.
La taula central, que va ser versionada pel mateix Memling, presenta el tema del matrimoni místic de Santa Caterina, que es va desenvolupar en l'hagiografia italiana del segle xiv i s'aplicava indistintament a santa Caterina de Siena i santa Caterina d'Alexandria. Destaca la figura de Maria entronitzada que evoca La Mare de Déu del canonge Van der Paele o la Mare de Déu i Nen amb santa Bàrbara, Elizabeth i Jan Vos, ambdós de Jan van Eyck, amb la Mare de Déu amb el Nen entronitzada sota un baldaquí, situada com a figura central de la composició al voltant de la qual s'ubiquen la resta de personatges, sant Joan Baptista, sant Joan Evangelista, santa Bàrbara i santa Caterina d'Alexandria. Com a les obres de Van Eyck, Memling utilitza brocats als vestits i a la decoració del tron, així com una catifa oriental per a poder desplegar un treball on mostra un gran realisme als múltiples detalls i a les textures.

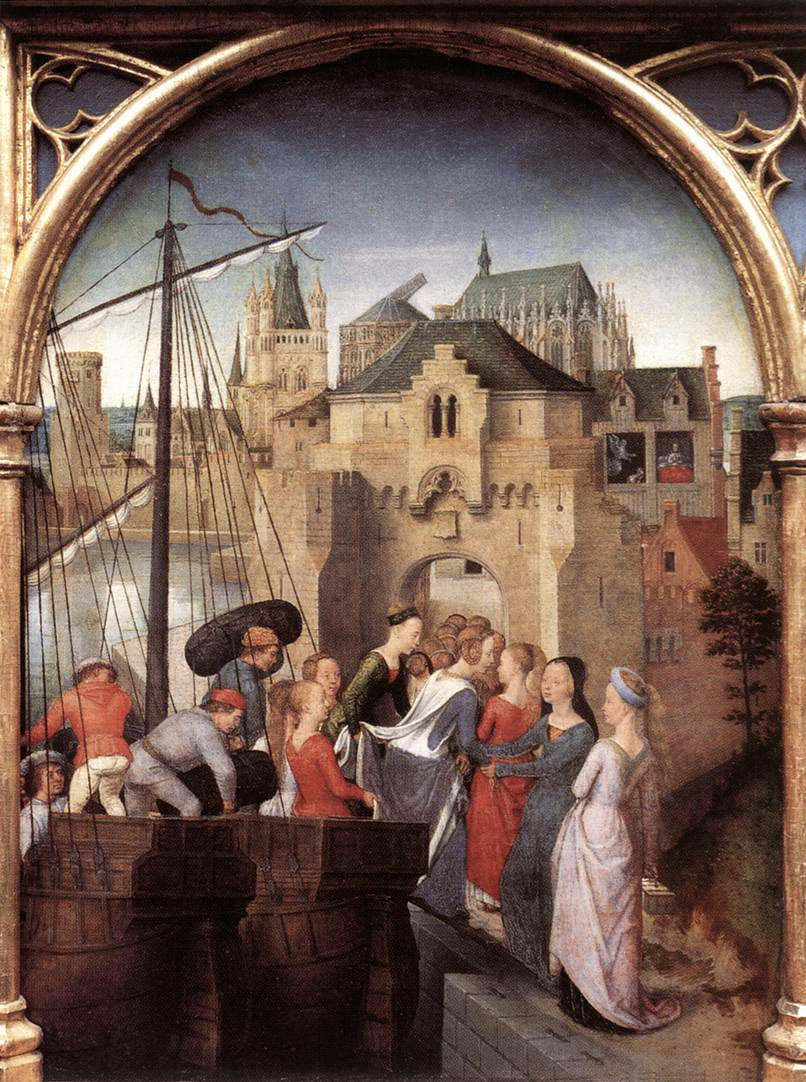
Arribada a Colònia del Reliquiari de Santa Úrsula

El Reliquiari de Santa Úrsula va ser un encàrrec fet el 1480 per Adrian Reims, superior de l'hospital de Bruges. És un petit edicle gòtic (86 cm d'alt per 93 de longitud) destinat a contenir les relíquies portades de Terra Santa per un ambaixador de Carles el Temerari i ofertes a l'hospital de Sant Joan. L'arca s'exposà a l'adoració dels fidels a partir del 21 d'octubre de 1849, i comprèn vuit composicions i sis medallons. La fidelitat amb què recull en algunes escenes la catedral de Colònia denota una visita de Memling a aquesta ciutat que podria haver estat finançat pel mateix Reims com a part de l'encàrrec. Memling representa escenes de la vida de santa Úrsula i del seu viatge acompanyada de les onze verges, descartant la llegenda de les onze mil verges fruit d'un error de transcripció.
Una altra obra força coneguda d'aquest grup és el Tríptic Donne, pintat al voltant de 1468 i actualment a la National Gallery de Londres. Els comitents varen ser John Donne de Kidwelly i la seva esposa Elisabeth Hastings que assistiren a les bodes de Carles el Temerari i Margarida de York, moment en què John Donne conegué l'artista a Bruges on es pintà l'obra i no a Londres, com alguns crítics suposen, perquè en aquest cas l'artista hagués afegit entre els personatges representats un fill d'en Donne, nascut el 1466. Tradicionalment se suposa que el personatge que apareix mig ocult en el fons del finestró esquerre, és el mateix retrat de l'artista, i en aquest cas no aparenta tenir més de vint-i-cinc a trenta anys.
Al Tríptic d'Adriaan Reins l'autor mostra una pietà amb la Mare de Déu i sant Joan amb el cos de Crist acabat de desclavar de la Creu. La resta de personatges són atípics en altres obres d'aquest passatge i mostren tres santes: Bàrbara, Wilgeforte i Maria Egipcíaca.
L'última obra de Memling de la qual se'n pot precisar la data és el Tríptic de Lübeck, pintat el 1491. És una obra de grans dimensions (7,50 m d'ample per 2,05 m d'alçada) encarregada pels germans i mercaders d'aquella ciutat hanseàtica Heinrich i Adolf Greverade per a la catedral catòlica de Lübeck, on no va ser instal·lat fins al 1504. Actualment està al Museu Santa Anna de Lübeck.

### Retrats

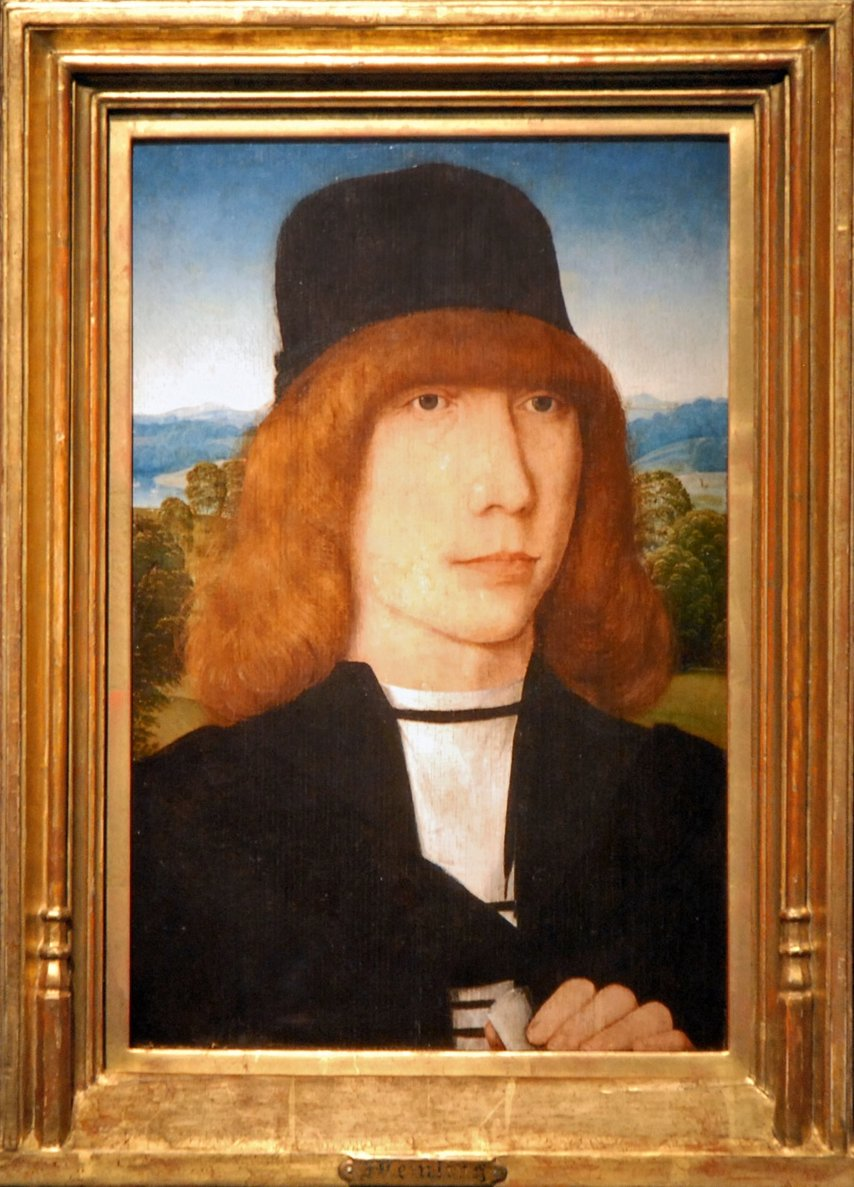
Jove davant un paisatge, Museu de Montreal, un exemple de la Jeunesse dorée

La producció com a retratista és abundant i important. A més, les composicions de personatges sobre un fons amb paisatge varen fer que Memling fos abastament copiat.
Un important antecedent dels retrats independents de Memling es pot trobar a l'obra de Van Eyck i de Petrus Christus. Els primitius flamencs varen incorporar sovint els donants integrats en les composicions religioses, però a més van ser els inventors d'un tipus de retrat de petit format que va ser molt ben acollit posteriorment a Itàlia i altres països.
Memling va ser el representant més important d'aquesta tradició de l'època amb un gruix important de retrats autònoms que varen contribuir a consolidar i estendre la seva fama. De fet, després de la mort de Petrus Christus es va aconseguir la pràctica exclusiva d'aquest gènere a Bruges.
Va comptar entre els seus clients no tan sols als representants de l'alta burgesia, sinó al que s'ha anomenat la Jeunesse dorée, és a dir, als joves fills dels rics ciutadans de Bruges que presentaven pentinats i vestits fora de l'habitual. Alguns d'aquests retrats varen anar a parar a Itàlia, lloc d'origen d'alguna d'aquestes famílies, constituint un estímul important per als artistes renaixentistes.

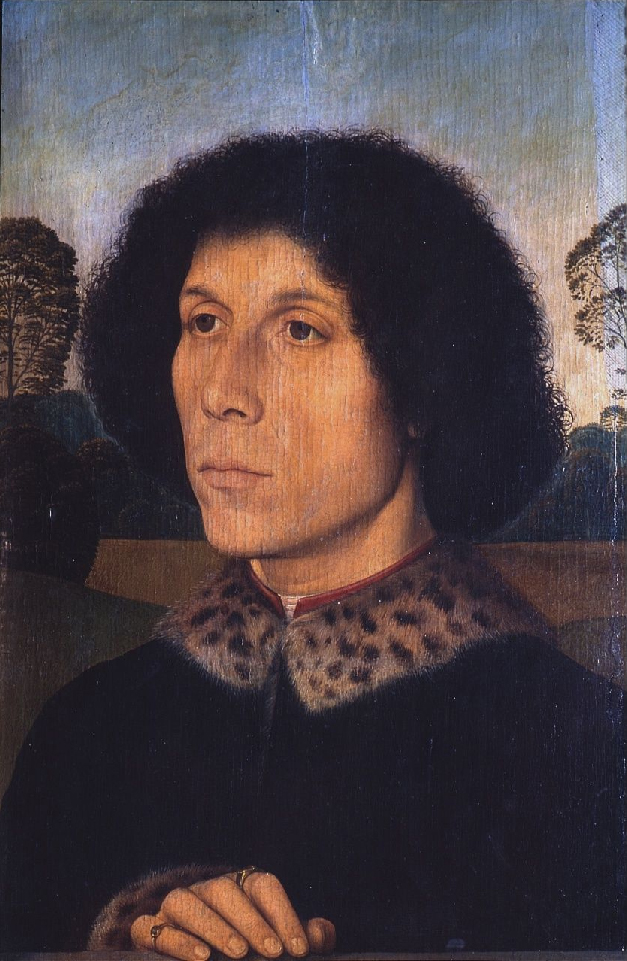
L'Home jove amb paisatge de la Galleria degli Uffizi

Memling situava els seus personatges sobre fons neutres, interiors o paisatges, centrant tota la seva atenció en el rostre del personatge, que acostuma a portar algun atribut i que apareix generalment retratat de mig cos. El pintor va fer evolucionar fórmules utilitzades pels seus antecessors flamencs, introduint innovacions com la de situar els models davant un paisatge com al Retrat d'un home de la Frick Collection de Nova York. Altres retrats importants amb paisatges de fons són el Retrat d'un home del Museu Reial de Belles Arts de Bèlgica, l'Home de la moneda del Reial Museu de Belles Arts d'Anvers i el Jove davant un paisatge de la Galeria de l'Acadèmia de Venècia. Tots són bons exponents de l'habilitat tècnica del pintor. Memling també fa servir fons d'interiors oberts a espais naturals com els que trobem en el Jove a la galeria del Metropolitan Museum de Nova York, i en l'Home jove pregant del Museu Thyssen-Bornemisza. Als retrats d'un Home amb un cordó d'or, de la col·lecció Reial de la reina Isabel II, l'Home de la fletxa de la National Gallery of Art, Washington, i el Cavaller de la Galleria degli Uffizi de Florència hi destaca el paper de les mans, recolzades en ampits amagats a l'espectador, en els marcs de les seves pintures o sostenint algun objecte. A La Sibil·la Sambetha del museu Memling de Bruges, únic retrat femení independent que es conserva de Memling, l'autor aprofita l'enquadrament per a projectar al personatge cap enfora mitjançant l'artifici dels seus dits que es posen en el marc. Entre els seus retrats femenins també destaca per la seva plasticitat el Retrat d'una anciana del Museu de Belles Arts de Houston.

#### Díptics devocionals

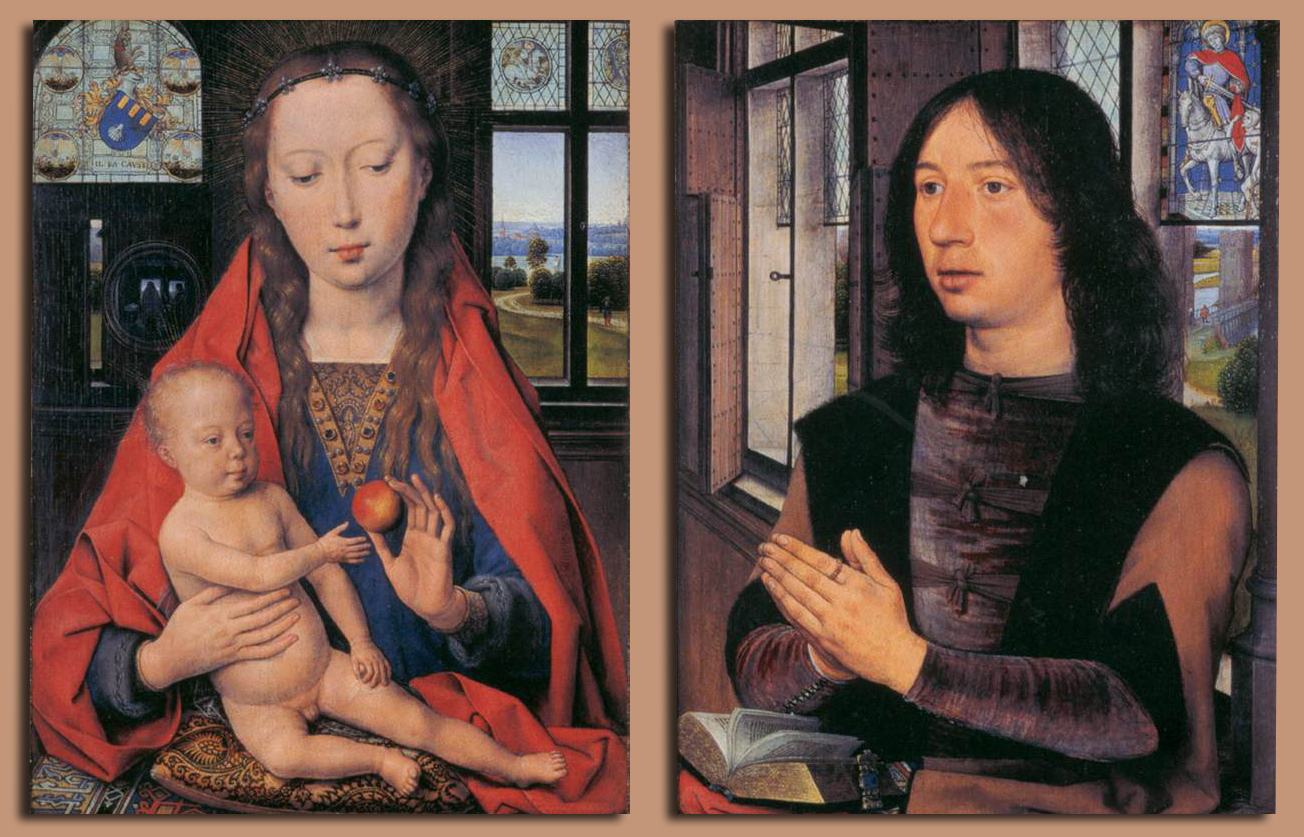
El Díptic de Martin van Nieuwenhove, 1487, al museu Memling, Bruges

Una forma específica de retrat eren els díptics devocionals amb el comitent en una ala i la imatge de la Mare de Déu o del sant patró a l'altra. Aquest format va ser popularitzat pel seu mestre Van der Weyden, i Memling ho va desenvolupar i utilitzar com a fórmula per a popularitzar els retrats entre la burgesia de Bruges. Com a factor diferencial, Memling va introduir tres característiques: la ubicació del comitent i el personatge religiós dins d'un mateix espai interior; la composició en gran format amb ambdues figures situades sobre un paisatge de fons; per acabar, va ser pioner en comptar amb taules pre-pintades on afegia la imatge del donant i, posteriorment, afegir una taula amb la imatge religiosa desitjada.
Una de les peces més conegudes és el Díptic de Martin van Nieuwenhove del museu Memling de Bruges, on l'artista aconsegueix amb gran destresa el lligam espacial de les dues fulles, i on el model assumeix un paper devot i, alhora, representatiu del seu rang. Memling marca una diferència clara amb Van der Weyden en canviar les proporcions de les taules. Si el seu antecessor feia servir taules més allargades que realçaven el personatge, Memling utilitza taules més amples per a poder reflectir millor el seu entorn.

### Versions i còpies
Dins l'obra de Memling és fàcil trobar peces de gran similitud entre elles o directament versions on només canvia un personatge. Una d'aquestes obres és el Díptic de Granada formada per un davallament i una escena del dolor de Maria. D'aquesta darrera escena, situada a l'ala dreta, n'hi ha una versió al Museu d'Art de São Paulo coneguda com a Dolor de Maria amb Sant Joan i les dones pietoses de Galilea i que formava part del díptic Lachovsky-Bardi; l'ala esquerra va estar allotjada anteriorment a la col·lecció Sickles, de París. Hi ha altres còpies dels dos panells al Groeningemuseum de Bruges i al Museu del Bargello de Florència. Segons Max Friedländer, aquestes composicions deriven d'un díptic d'Hugo van der Goes (Wildenstein Gallery, Nova York e Staatliche Museen, Berlin), un cas únic de relació entre els dos artistes.